# Santa Amalia (Alhaurín de la Torre)
Santa Amalia también conocida como "Las Monjas" es un paraje y barrio español perteneciente al municipio de Alhaurín de la Torre, en la provincia de Málaga. Está situada en junto al río Guadalhorce, al norte del núcleo central municipal. Según datos del INE de 2012, cuenta con una población de 408 habitantes. 
Antecedentes: Finalizando el siglo XV, en los repartimientos de las tierras conquistadas en Málaga, fueron entregadas a Don Gutiérrez de Cárdenas, Comendador mayor de León, 200 fanegas en el lugar conocido como cortijo de Torrebermeja en la margen derecha del río Guadalhorce. Don Gutiérrez de Cárdenas, donó estas tierras a las monjas Clarisas para ayudar a la fundación de un convento en Málaga (Convento de la Purísima Conceptión). Durante más de tres siglos el cortijo fue explotado por las monjas, de ahí la denominación popular de "Cortijo de las Monjas", hasta que en el XIX fue desamortizado. Por escritura pública de 31 de mayo de 1869, el cortijo es comprado por Don Carlos Larios Martínez, marqués de Guadiaro, a sus propietarios los herederos del duque de Rivas. En 1875 consigue para el cortijo, la calificación de Colonia Rural y la bautiza con el nombre de Santa Amalia, en honor de su esposa Dª Amalia Larios Tashara. Llegó a triplicar la superficie de la Colonia con numerosas adquisiciones linderas (24 fincas) en el término de Cártama. A su fallecimiento en 1896, por disposición testamentaria, el cortijo pasó a su sobrino Don José Aurelio Larios Larios, marqués de Larios. En el año 1946, el Cortijo de Santa Amalia o de Las Monjas, pasa a la titularidad del Estado adquirido por el Instituto Nacional de Colonización. (RODRIGUEZ BARROSO, Jaime.- "Santa Amalia o Las Monjas, una barriada de Alhaurín de la Torre". Editado por Ayuntamiento de Alhaurín de la Torre.ISBN: 84-609-8525-3.-Málaga, 2006).

## Transporte público
Las líneas de autobuses interurbanos del Consorcio de Transporte Metropolitano del Área de Málaga son las siguientes:
| Línea | Trayecto                                                | Información        |
| ----- | ------------------------------------------------------- | ------------------ |
| M-135 | Málaga-Santa Amalia                                     | Horarios y Paradas |
| M-136 | Cártama-Alhaurín de la Torre-Plaza Mayor                | Horarios y Paradas |
| M-140 | Cártama-Alhaurín de la Torre-Torremolinos (sólo verano) | Horarios y Paradas |
| M-143 | Alhaurín de la Torre-Teatinos                           | Horarios y Paradas |